# Lieutenant Grey of the Confederacy
Pour plus de détails, voir Fiche technique et Distribution.
Lieutenant Grey of the Confederacy est un film muet américain réalisé par Francis Boggs et sorti en 1911.

## Fiche technique
- Réalisation : Francis Boggs
- Scénario : Francis Boggs
- Production : William Nicholas Selig
- Date de sortie : États-Unis : 10 novembre 1911

## Distribution
- James Dayton : Abraham Lincoln
- Alvin Wyckoff : Ulysses S. Grant
- Sydney Ayres : le lieutenant Confédéré Grey
- Herbert Rawlinson : le lieutenant Nordiste Brighton
- Fred Huntley : le colonel Carter
- Frank Richardson : le général Mason / Abe
- Bessie Eyton : Elizabeth Carter
- Tom Santschi : Jim Jason
- Leonide Watson : Enfant
- Anna Dodge : Liza
- Jane Keckley : Mademoiselle Grey